# Беч Іван
Іван Беч (нар. ? — пом. 28 вересня 1914, Вишні Верецьки, тепер Воловецький район, Закарпатська область) — український військовий , діяч Пласту в Самборі, вояк УСС.
Загинув при виконанні завдання у лавах Українських Січових Стрільців.Про бій,в якому загинув Іван Беч,писав в своїй книзі сотник УСС Осип Думін ("Історія  Легіону УСС",Львів,видавництво "Червоної калини",1936,стр.43).Слава стати першою сотнею в Карпатських горах зі зброєю в руках припала сотні Василя Дідушка.В сотні були такі видатні особистості-1.Андрій Мельник( згодом Голова  Проводу ОУН),2.Михайло Чичкевич(згодом вояк дивізії "Галичина"),3.Осип Навроцький(згодом  офіцер дивізії "Галичина"),4.Василь Кучабський( історик української революції),Михайло Гайворонський(композитор,диригент,капельмейстер армії УНР,на еміграції в США),5.Михайло Сух,(автор стрілецьких пісень,загинув на горі Явірник коло Волівця),6.Михайло Гаврилко(,скульптор),7.Федір Черник,(кулеметник,загинув в бою під Мотовилівкою в 1918 році),Микола Урбанович(приятель Франка,згодом священник в Канаді),Дмитро Паліїв(політичний діяч,організатор партії Фронт національної єдності,офіцер дивізії "Галичина",загинув під Бродами в 1944 році).
В бою проти кубанських і донських козаків  28 вересня 1914 року загинуло 5 стрільців,8 було поранено,5 опинились в полоні.(Див. книгу О.Думіна,стр.55).Іван Беч похований у Воловці разом з Левом Коберським,могили не збереглись,інші - на кладовищі біля с.Підполоззя(могили в занедбаному стані).Верецькі втримати не вдалося.Осідком Легіону став Воловець і гора Плай.